# La Rochelle
La Rochelle je pristaniško mesto in občina v zahodni francoski regiji Nova Akvitanija, prefektura departmaja Charente-Maritime. Leta 2007 je mesto imelo 76.848 prebivalcev.

## Geografija
Kraj leži v pokrajini Aunis ob Biskajskem zalivu. Z otokom Île de Ré je povezan preko 2.9 km dolgega mostu, zgrajenega leta 1988. Njegovo pristanišče je povezano z odprtim morjem skozi ožino med otokoma Île de Ré in Île d'Oléron, imenovano Pertuis d'Antioche.

## Uprava
La Rochelle je sedež devetih kantonov:
- Kanton La Rochelle-1 (del občine La Rochelle),
- Kanton La Rochelle-2 (del občine La Rochelle),
- Kanton La Rochelle-3 (del občine La Rochelle),
- Kanton La Rochelle-4 (del občine La Rochelle),
- Kanton La Rochelle-5 (del občine La Rochelle, občine Esnandes, Marsilly, Puilboreau, Saint-Xandre),
- Kanton La Rochelle-6 (del občine La Rochelle),
- Kanton La Rochelle-7 (del občine La Rochelle),
- Kanton La Rochelle-8 (del občine La Rochelle, občini Périgny, Dompierre-sur-Mer),
- Kanton La Rochelle-9 (del občine La Rochelle, občine Lagord, Nieul-sur-Mer, L'Houmeau).

Mesto je tudi sedež okrožja, v katerega so poleg njegovih vključeni še kantoni Ars-en-Ré, Aytré, Courçon, La Jarrie, Marans in Saint-Martin-de-Ré s 184.728 prebivalci.

## Zgodovina
La Rochelle je bil ustanovljen v 10. stoletju. Leta 1137 je postal svobodno pristaniško mesto, proti koncu 12. stoletja pa je dobil tudi svojega prvega župana. Vse do 15. stoletja je bil La Rochelle največje pristanišče ob Atlantski obali.
Med stoletno vojno se je 22. junija 1372 v njegovi bližini odvijala pomorska bitka, v kateri je francosko-španska flota odločilno porazila Angleže in s tem zagotovila nadzor nad Rokavskim prelivom.
Med renesanso so prebivalci La Rochelle sprejeli protestantske ideje, samo mesto pa je postalo leta 1568 središče hugenotov. Zaradi tega je prišlo do konfliktov s francosko krono, ki se je na koncu sprevrglo v obleganje La Rochelle (1627–28). Po 14 mesecih blokade je mesto padlo v roke kardinalu Richelieuju in s tem izgubilo vse dotedanje privilegije. Ob ves večjih pritiskih je veliko hugenotov emigriralo v Severno Ameriko in pri tem ustanovilo več krajev, med drugim New Rochelle (1689) v soseščini New Yorka.
V 18. stoletju je sledilo obdobje intenzivne trgovine z Novim svetom (Nouvelle France v Kanadi, Antili), ki je trajalo do sedemletne vojne (1756–63). Vloga La Rochelle se je z izgubo kolonij med kasnejšo francosko revolucijo in Napoleonskimi vojnami precej zmanjšala.
Leta 1864 je bilo pristanišče prizorišče poizkusa potopa prve podmornice na svetu, Plongeur, ki ji je poveljeval Marie-Joseph-Camille Doré, doma iz La Rochelle. Kasneje, med drugo svetovno vojno, je pristanišče postalo nemška podmorniška baza. Mesto, močno nemško oporišče, je bilo po dolgotrajnem obleganju osvobojeno 7. maja 1945 kot zadnje v Franciji.

## Zanimivosti
Mesto La Rochelle s starim pristaniščem in stolpi poskuša priti na Unescov seznam svetovne kulturne dediščine.
- park Charruyer, ustanovljen 1685 ob nekdanjem mestnem obzidju, na seznamu francoskih zgodovinskih spomenikov od 1931,
- svetilnik Bout du Monde, replika identičnega svetilnika, postavljenega na Rtu Horn v Patagoniji leta 1884, in ki je navdihnil francoskega pisatelja Julesa Verna v romanu Le Phare du bout du monde, objavljenem leta 1905 kmalu po njegovi smrti,
- mestni akvarij,
- muzej lepe umetnosti, muzej Novega sveta, pomorski muzej, muzej naravne zgodovine.

## V literaturi
V romanu Trije mušketirji Alexandra Dumasa je obleganje La Rochella leta 1628 podrobno opisano.

## Pobratena mesta
- Akko (Galileja, Izrael,
- Baotou (Notranja Mongolija, Ljudska republika Kitajska),
- Essaouira (Maroko),
- Lübeck (Schleswig-Holstein, Nemčija),
- New Rochelle (New York, ZDA,
- Petrozavodsk (Severozahodno zvezno okrožje, Rusija),
- Tsingtao (Shandong, Kitajska),
- Zibo (Shandong, Kitajska).